# Université d'Uppsala
L’université d'Uppsala ou l'université d'Upsal (en suédois, Uppsala universitet) est une université d'État située à Uppsala, en Suède. Fondée en 1477, elle est la plus vieille université de Scandinavie. Elle figure parmi les meilleures universités d'Europe du Nord dans les classements internationaux et elle est généralement considérée comme l'une des plus prestigieuses institutions d'enseignement supérieur dans le monde et en Europe. Depuis 2013, l'université possède aussi un campus à Visby : le campus Gotland.
Uppsala appartient au Groupe de Coimbra des universités Européennes. L'université a neuf facultés réparties dans trois « domaines disciplinaires » : Arts et Sciences Sociales, Médecine et Pharmacie, Sciences et Technologies.

## Histoire

### XVesiècle: origines
Comme la plupart des universités médiévales, l'université d'Uppsala est née d'un centre ecclésiastique. L'archevêché d'Uppsala a été l'un des plus importants diocèses Suède depuis que le christianisme s'est répandu dans cette région au IXe siècle. Uppsala a également longtemps été une plaque tournante du commerce régional, et a abrité des colonies de peuplement datant du Moyen Âge. Comme la plupart des universités médiévales, Uppsala avait initialement reçu sa charte par une bulle pontificale. La bulle d'Uppsala, qui accordait à l'université ses droits, a été émise par le pape Sixte IV le 27 février 1477, et a établi un certain nombre de dispositions. L'une des plus importantes était que l'université se voyait officiellement accorder les mêmes libertés et privilèges que l'université de Bologne. Elle avait notamment le droit d'établir les quatre facultés traditionnelles de théologie, de droit (droit canonique et droit romain), de médecine et de philosophie, et de délivrer les diplômes de baccalauréat, de master, de licence et de doctorat. L'archevêque d'Uppsala était également nommé Chancelier de l'université, et était chargé de maintenir les droits et les privilèges de l'université et de ses membres.

### XVIesiècle: turbulences
Le XVIe siècle est une période difficile pour l'université d'Uppsala. Au début du siècle, les troubles politiques entraînent une baisse du nombre d'étudiants et les enseignements sont interrompus à un moment ou un autre entre 1515 et 1520, même si des cours en théologie semblent avoir été donnés jusqu'en 1526. La Réforme initiée par le roi Gustave Vasa à cette période nuit encore plus à cette institution considérée comme un centre du catholicisme et d'une déloyauté potentielle envers la Couronne. Les écoles catholiques doivent fermer leurs portes et les années 1530 et 1540 sont caractérisées en Suède par une grande pauvreté de la vie culturelle. Les étudiants suédois se rendaient généralement plutôt dans l'une des universités protestantes d'Allemagne, en particulier à Wittemberg. L'absence d'une institution de formation universitaire se fait toutefois progressivement sentir, notamment pour repourvoir les postes à responsabilités dans l'administration. En 1566, le roi Eric XIV franchit un premier pas dans ce sens et nomme Laurentius Petri Gothus, un futur archevêque, recteur de l'université. Son successeur et frère Jean III a nommé un certain nombre de professeurs entre 1569 et 1574. L'enseignement semble à nouveau être de qualité dès les années 1570. Pendant les années 1570, les professeurs luthériens entrent en conflit avec le roi Jean III, de plus en plus partisan de la Contre-Réforme catholique. De 1576 à 1592, le collège de Gramunkeholmen à Stockholm obtient les faveurs du roi et devient la principale institution d'éducation supérieure en Suède. L'Université d'Uppsala ferme au moment où la peste bubonique frappe la ville en 1580 et ne rouvre qu'en 1593. Uppsala devient un bastion du luthéranisme, que le duc Charles, troisième des fils de Gustave Vasa à devenir roi, utilisa pour consolider son pouvoir et finalement évincer son neveu Sigismond du trône. Le synode d'Uppsala en 1593 a établi l'orthodoxie luthérienne en Suède, et Charles et le Conseil d'État ont accordé de nouveaux privilèges à l'université le 1er août de la même année. 
La théologie avait toujours la préséance, mais dans les privilèges de 1593, l'importance d'une université pour éduquer les serviteurs séculiers de l'État était également soulignée. Trois des sept chaires professorales qui ont été créées concernaient la théologie ; sur les quatre autres, trois concernaient l'astronomie, la physique (ou les sciences naturelles générales) et l'éloquence latine. Une quatrième chaire a été attribuée à Ericus Jacobi Skinnerus, qui a également été nommé recteur, mais dont la discipline n'était pas mentionnée dans la charte. Parmi les professeurs, plusieurs ont été repris du collège de Gramunkeholmen de Stockholm. Une huitième chaire, en médecine, a été créée en 1595, mais aucun professeur n'a été nommé pendant plusieurs années. En 1599, le nombre d'étudiants était d'environ 150. En 1600, une première remise de diplômes a lieu depuis la réouverture de l'université. En 1601, l'antiquaire et mystique Johannes Bureus a conçu et gravé le sceau de l'université, qui est aujourd'hui utilisé comme partie du logotype. 

### XVIIesiècle: expansion
L'université médiévale avait été principalement une école de théologie. Les aspirations de la nouvelle grande puissance émergente qu'était la Suède exigeaient un autre type d'apprentissage. La Suède s'est développée grâce à ses conquêtes et a connu une refonte complète de sa structure administrative. Elle avait besoin d'une classe de fonctionnaires et d'éducateurs beaucoup plus nombreuse qu'auparavant. Des écoles préparatoires, des gymnases, ont également été fondés à cette époque dans différentes villes-cathédrales, notamment Västerås en 1623. Outre Uppsala, de nouvelles universités ont été fondées dans des régions plus éloignées du royaume de Suède, l'université de Dorpat (aujourd'hui Tartu) en Estonie (1632) et l'université de Turku en Finlande (1640). Après que la Scanie a été prise au Danemark, l'université de Lund a été fondée en 1666.
Le roi Gustave II Adolphe a montré un vif intérêt pour l'université et a augmenté les chaires professorales de huit à treize en 1620, puis à dix-sept en 1621. En 1622, Johan Skytte, qui a été membre du Conseil privé et responsable des finances du royaume, a passé ses propres années d'études dans des universités allemandes, est nommé chancelier de l'université d'Uppsala. Il fait don de la chaire Skyttean de sciences politiques et de rhétorique qui existe toujours,. En 1624, le roi fit don « pour l'éternité » de tous ses biens personnels hérités dans les provinces de l'Uppland et du Västmanland, de quelque 300 fermes, moulins et autres sources de revenus. L'université a reçu une structure stable avec sa constitution de 1626. Le chef de l'université devait être le chancelier, son adjoint était le « pro-chancelier » (toujours l'archevêque d'office). La gestion courante était placée sous la responsabilité du consistoire, auquel appartenaient tous les professeurs de l'université, et du recteur, qui était élu pour un semestre à l'époque ; cette dernière fonction circulait parmi les professeurs, certains occupant parfois plusieurs fois la chaussée. 
À la fin du XVIe et au début du XVIIe siècle, l'université était située dans l'ancienne salle capitulaire, parallèle au côté sud de la cathédrale, rebaptisée plus tard Academia Carolina. En 1622-1625, un nouveau bâtiment universitaire a été construit à l'est de la cathédrale, le Gustavianum, qui porte le nom du roi régnant. Dans les années 1630, le nombre total d'étudiants était d'environ un millier. 
La reine Christine a été généreuse envers l'université, a accordé des bourses à des étudiants suédois pour qu'ils puissent étudier à l'étranger et a recruté des chercheurs étrangers pour les chaires d'Uppsala, dont plusieurs de l'université de Strasbourg, notamment le philologue Johannes Schefferus. La reine, qui finira par déclarer son abdication dans la grande salle du château d'Uppsala, visite l'université à de nombreuses reprises ; en 1652, elle assiste à une démonstration anatomique organisée au château pour le jeune médecin Olof Rudbeck.

### XVIIIesiècle: Lumières et mercantilisme
La première partie du XVIIIe siècle était encore caractérisée par la combinaison de l'orthodoxie luthérienne et de la philologie classique du siècle précédent, mais on a fini par mettre davantage l'accent sur les sciences et le développement de connaissances pratiques utiles. Le mathématicien et physicien novateur Samuel Klingenstierna (1698-1765) a été nommé professeur en 1728, le physicien et astronome Anders Celsius en 1729, et Carl von Linné a été nommé professeur de médecine et de botanique en 1741. L'université n'a pas échappé à la lutte parlementaire entre les partis connus sous le nom de "Chapeaux" et de "Casquettes", le premier ayant une préférence pour les sciences dures et les connaissances pratiques. Le gouvernement des "Chapeaux" alors au pouvoir a créé une chaire d'économie (Œconomia publica) en 1741 et a nommé Anders Berch comme son premier titulaire. Il s'agissait de la première chaire d'économie en dehors de l'Allemagne, et peut-être la troisième en Europe (les premières chaires ayant été créées à Halle et à Francfort (Oder) en 1727). En 1759, à la suite d'une donation, une autre chaire d'économie a été créée, la chaire Borgströmian d'"économie pratique", c'est-à-dire l'application pratique des sciences naturelles à des fins économiques (elle s'est finalement transformée en chaire de botanique physiologique).
Il y a eu des tentatives de réformes très radicales qui n'ont jamais été mises en œuvre, mais des changements importants ont eu lieu. Jusqu'à cette époque, les études universitaires étaient très informelles dans leur organisation générale, le master de philosophie polyvalent étant le seul à être fréquemment conféré et beaucoup n'obtenant jamais de diplôme, car il n'y avait pas de diplôme applicable au domaine où ils souhaitaient travailler (et les étudiants aristocrates n'obtenaient souvent pas de diplôme car ils n'en avaient pas besoin). Quelques diplômes professionnels à des fins diverses ont été introduits en 1749-1750, mais la suggestion radicale de lier les étudiants à un seul programme d'études adapté à une profession particulière n'a jamais été mise en œuvre.
Bien qu'il ait fallu un certain temps après l'incendie de 1702, la cathédrale et le château d'Uppsala ont finalement été restaurés, tous deux par Carl Hårleman, peut-être le plus important architecte suédois de l'époque. Il a également modifié le Gustavianum, conçu un nouveau conservatoire pour le jardin botanique de Linné et construit la nouvelle maison du Consistoire, qui devait être le noyau administratif de l'université.
Une autre magnifique donation royale est celle du grand jardin baroque du château, donnée par Gustave III à l'université quand il était évident que l'ancien jardin botanique était insuffisant. Un nouveau grand conservatoire a été construit par l'architecte Louis-Jean Desprez. Des terrains supplémentaires adjacents au jardin baroque ont depuis été ajoutés. L'ancien jardin de Rudbeck et Linné fut en grande partie laissé à l'abandon, mais il fut reconstruit dans les années 1918 à 1923 selon les spécifications de Linné dans son ouvrage Hortus Upsaliensis de 1745. 

### Femmes à l'université
La question du droit des femmes à étudier à l'université a été soulevée lors de la toute dernière session du parlement du domaine en 1865, dans une motion de Carl Johan Svensén, membre de l'État des agriculteurs. L'accueil a été mitigé, les opinions les plus négatives venant du clergé. Les années suivantes, la question a continué à être débattue dans les universités. En 1870, il fut décidé de permettre aux femmes de passer l'examen de fin d'études secondaires (« studentexamen »), qui donnait le droit d'entrer dans les universités et le droit d'étudier et d'obtenir des diplômes dans les facultés de médecine d'Uppsala et de Lund et à l'Institut Karolinska à Stockholm. L'opinion commune était que la sensibilité et la compassion féminines rendraient les femmes capables de travailler comme médecins, mais leur droit au travail était toujours limité à la pratique privée. Les droits des femmes à l'enseignement supérieur ont été étendus en 1873, lorsque tous les diplômes, à l'exception de ceux des facultés de théologie et de la licence en droit, ont été rendus accessibles aux femmes.
La première étudiante en Suède est Betty Pettersson (en) (1838-1885), qui avait déjà travaillé comme professeur particulier pendant plusieurs années lorsqu'elle a pris le « studentexamen » en 1871. Avec une dispense royale, elle a été autorisée à entrer à l'université d'Uppsala en 1872, l'année avant que les études à la faculté de philosophie ne soient réellement accessibles aux femmes. Elle a étudié les langues européennes modernes et a été la première femme en Suède à obtenir un diplôme universitaire lorsqu'elle a terminé en 1875. Elle est devenue la première femme à être employée comme enseignante dans une école publique pour garçons. La première femme en Suède à obtenir un doctorat a été Ellen Fries (en) (1855-1900), qui est entrée à l'université d'Uppsala en 1877 et a obtenu un doctorat en histoire en 1883. Parmi les autres étudiantes de cette période figure Lydia Wahlström (1869-1954), qui est devenue plus tard une éducatrice, une militante et une écrivaine de renom sur l'émancipation et le suffrage des femmes. En 1900, elle a soutenu une thèse d'histoire et est devenue la deuxième femme à terminer un doctorat dans une université suédoise. En 1892, elle fonde l'Association des étudiantes d'Uppsala, qui organise des spectacles de spex et d'autres choses appréciées des étudiants masculins, mais dont les femmes étaient exclues à l'époque. Les membres de l'Association ont été les premières femmes à porter les casquettes d'étudiant en public, signe important de leur statut. Elsa Eschelsson (1861-1911) a été la première femme suédoise à obtenir un doctorat de droit, et la première à devenir « docent »[pas clair], mais elle n'est pas autorisée à occuper le poste de professeur, bien qu'elle ait été officiellement qualifiée pour cela.
Selon la constitution universitaire de 1809, seuls les « hommes de souche suédoise » pouvaient être nommés à des postes de fonctionnaires supérieurs, y compris des postes de professeurs. Cette disposition a été modifiée en 1925, et la première femme à occuper une chaire de professeur à l'université d'Uppsala a été Gerd Enequist, nommé professeure de géographie humaine en 1949.  

## Facultés

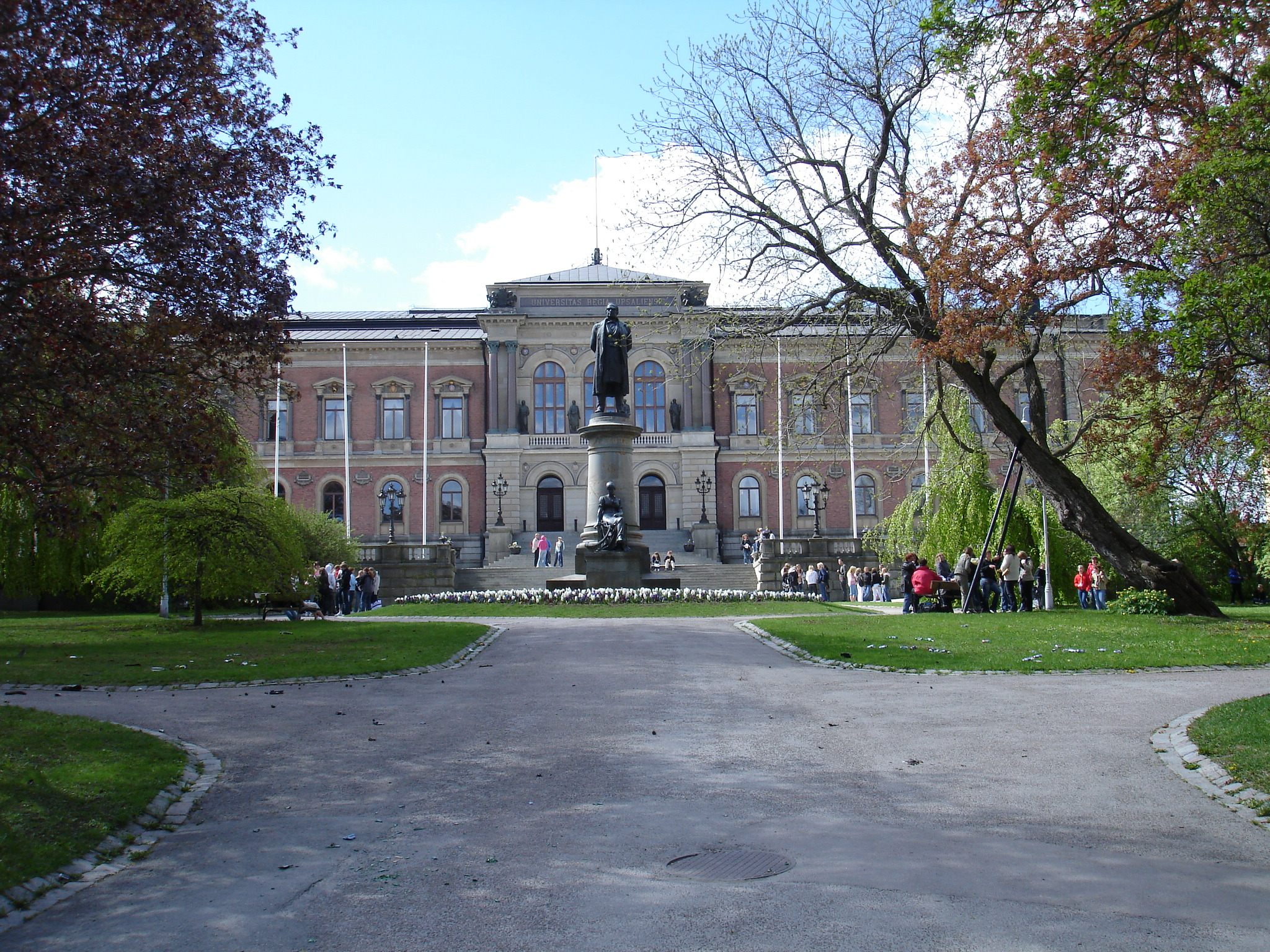
Bâtiment principal de l'université.

À l'origine, seules quatre facultés existaient : théologie, droit, médecine et philosophie (qui à l'époque désignait principalement les sciences).
Mais avec le temps, d'autres ont été créées : Arts, Éducation, Langues, Pharmacie, Science et Technologie, Sciences sociales.
L'université a donné son nom au modèle d'Uppsala dans les sciences sociales.
Il y a 9 campus de l'université d'Uppsala et chaque campus a des sections.

## Bibliothèque de l'université
La bibliothèque de l'université compte environ 5,25 millions de livres et périodiques (131 293 mètres de rayonnages), 61 959 manuscrits, 7 133 partitions de musique, et 345 734 cartes et autres documents graphiques. Les réserves de la collection de manuscrits et de musique abritent notamment le manuscrit de la Bible gotique (Codex Argenteus) et le plus vieux manuscrit de l'Edda de Snorri (Codex Upsaliensis).
Le bâtiment le plus remarquable de la bibliothèque universitaire est la Carolina Rediviva, qui comprend la plus importante des 19 sections de la bibliothèque.

## Hôpital
L'hôpital académique d'Uppsala (ou en suédois Akademiska sjukhuset) est un hôpital voué à l'enseignement pour la faculté de médecine et l'école d'infirmerie. Sa gestion est assurée par le Conseil du comté d'Uppsala en coopération avec l'université. En 2003, 7 719 personnes étaient employées par l'hôpital avec 1 079 places en 2004.
Fondé en 1302, l'hôpital est plus ancien que l'université et a fusionné plus tard avec la clinique universitaire. Ce centre hospitalier a servi durant 400 ans, jusqu'au grand incendie de 1702 qui a détruit une grande partie de la ville. Un nouvel hôpital a été créé, mais a été déplacé en dehors de la ville en 1811.

## Personnalités liées à l'université

### Étudiants
En tant qu'institution universitaire dominante en Suède depuis plusieurs siècles, l'université d'Uppsala a formé une grande partie des hommes politiques et des fonctionnaires suédois depuis sa première période d'expansion au début du XVIIe siècle. Il s'agit notamment du chancelier du royaume Johan Oxenstierna (1611-1657) et du chef de la justice Magnus Gabriel De la Gardie (1622-1686), ainsi que du premier Premier ministre social-démocrate de Suède, Hjalmar Branting (1860-1925). Dag Hammarskjöld (1905-1961), Secrétaire général des Nations unies, qui a reçu (à titre posthume) le prix Nobel de la paix en 1961, et le diplomate suédois Hans Blix (né en 1928), qui a dirigé l'Agence internationale de l'énergie atomique de 1981 à 1997 et la COCOVINU de 2000 à 2003, et qui était auparavant ministre suédois des affaires étrangères en 1978-1979. Hammarskjöld et Blix sont tous deux diplômés de la faculté de droit d'Uppsala, tout comme la ministre suédoise des affaires étrangères Anna Lindh, qui a été assassinée en 2003.
La plupart des ecclésiastiques suédois, y compris la plupart des évêques et archevêques, ont été formés à l'université. C'est par exemple le cas du missionnaire luthérien Israel Acrelius (1714-1800) qui a établi une église au Delaware ou, plus récemment, Nathan Söderblom (1866-1931), professeur d'histoire des religions à la faculté de théologie, devenu plus tard archevêque d'Uppsala, et qui a reçu le prix Nobel de la paix en 1930 pour son travail de chef de file du mouvement œcuménique.
L'université s'est imposée dans le domaine des sciences au XVIIIe siècle avec des noms tels que le médecin et botaniste Carl von Linné (1707-1778), le père de la taxonomie biologique et minéralogique, et ses nombreux élèves importants, le physicien et astronome Anders Celsius (1701-1744), inventeur de l'échelle Celsius, et le chimiste Torbern Olof Bergman (1735-1784). Un autre scientifique de cette époque est Emanuel Swedenborg (1688-1772), dont on se souvient mieux aujourd'hui en tant que mystique religieux. Plusieurs des éléments ont été découverts par des scientifiques d'Uppsala au cours de cette période ou plus tard. Jöns Jakob Berzelius, l'un des pères de la chimie moderne, a obtenu son doctorat en médecine à Uppsala en 1804, mais s'est ensuite installé à Stockholm. Parmi les scientifiques d'Uppsala du XIXe siècle, on compte le physicien Anders Jonas Ångström (1814-1874). Au cours du XXe siècle, plusieurs lauréats du prix Nobel en sciences ont été des anciens d'Uppsala ou des professeurs de l'université tel que l'astrophysicien Hannes Alfvén (1908-1995).
De nombreux écrivains suédois connus ont étudié à Uppsala : Georg Stiernhielm (1598-1672) est souvent appelé le père de la poésie suédoise. Le poète et compositeur de chansons Carl Michael Bellman (1740-1795), sans doute le plus aimé et le plus connu des poètes suédois du XVIIIe siècle, s'est inscrit mais a quitté l'université au bout de moins d'un an. L'écrivain, historien et compositeur Erik Gustaf Geijer (1783-1847), professeur d'histoire, et le poète Per Daniel Amadeus Atterbom (1790-1855), professeur de poésie, ont été les principales figures du romantisme suédois du début du XIXe siècle. Les expériences moins qu'heureuses de la vie étudiante à Uppsala du romancier et dramaturge August Strindberg (1849-1912) ont donné naissance à son Från Fjärdingen och Svartbäcken (1877), un recueil de nouvelles dont l'action se déroule à Uppsala. Parmi les autres anciens d'Uppsala figurent le poète Erik Axel Karlfeldt (1864-1931), qui a refusé le prix Nobel de littérature en 1918, mais l'a reçu à titre posthume en 1931, le romancier et dramaturge Pär Lagerkvist (1891-1974), lauréat du prix Nobel en 1951, et la poétesse et romancière Karin Boye (1900-1941), pour laquelle une branche de la bibliothèque universitaire a été nommée. Le leader communiste Ture Nerman (1886-1969) a écrit un roman intitulé Olympen, basé sur son expérience d'étudiant à Uppsala. Niklas Zennström, cofondateur de KaZaA et de Skype, est également un ancien étudiant de l'université d'Uppsala. Le 15 août 2008, Zennström a fait don de 15 millions de couronnes suédoises à l'université d'Uppsala pour la recherche sur le climat. Feu Jan Stenbeck, magnat des médias nordiques qui contrôlait le Modern Times Group, était également un ancien élève de l'université d'Uppsala. Par ailleurs, Solange Macamo étudie l'archéologie à l'université d'Uppsala.

## Classements
L'université d'Uppsala figure parmi les 100 meilleures universités du monde dans de nombreux classements :
| Classement (année)                            | Classement Mondial | Classement Européen | Classement National |
| --------------------------------------------- | ------------------ | ------------------- | ------------------- |
| Classement de Shanghai (2018)                 | # 63               | # -                 | # 2                 |
| Web Ranking of European Universities (2009)   | # 80               | # 14                | # 1                 |
| QS World University Rankings (2012)           | # 81               | # 29                | # 2                 |
| Newsweek : Top 100 Global Universities (2006) | # 88               | # -                 | # -                 |

L'université remet par ailleurs le prix Johan Skytte de sciences politiques.

## L'université d'Uppsala dans la culture populaire
Avec Lund, Uppsala est le centre historique et traditionnel de la vie universitaire suédoise, ce qui en fait un objet de référence populaire dans la littérature, l'art et le cinéma suédois. L'université d'Uppsala est par exemple apparue dans des livres de Stieg Larsson, ou bien encore dans La Belle Sauvage, premier tome de la Trilogie de la Poussière de Philip Pullman, où il est dit qu'elle possède l'un des six uniques aléthiomètres au monde.
La chanteuse pop norvégienne Kirsti Sparboe a dédié l'un de ses plus grands succès à l'université d'Uppsala, en publiant en 1969 la chanson "Ein Student aus Uppsala". Cette chanson, écrite à l'origine en allemand, a figuré pendant 14 semaines dans les charts allemands.
L'université d'Uppsala apparaît comme un centre de recherche dans le jeu de stratégie Empire: Total War.

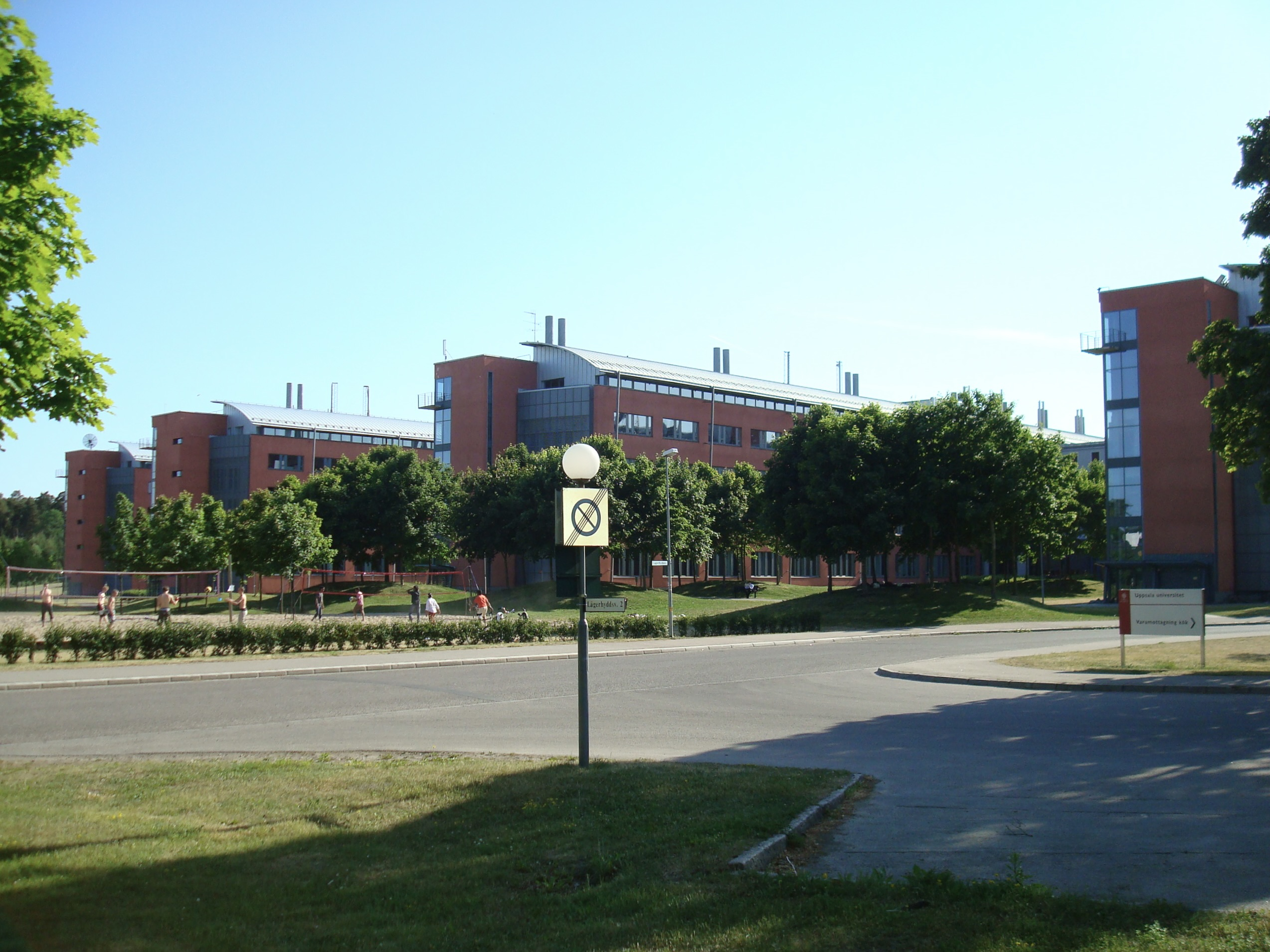
Campus Ångströmlaboratoriet.
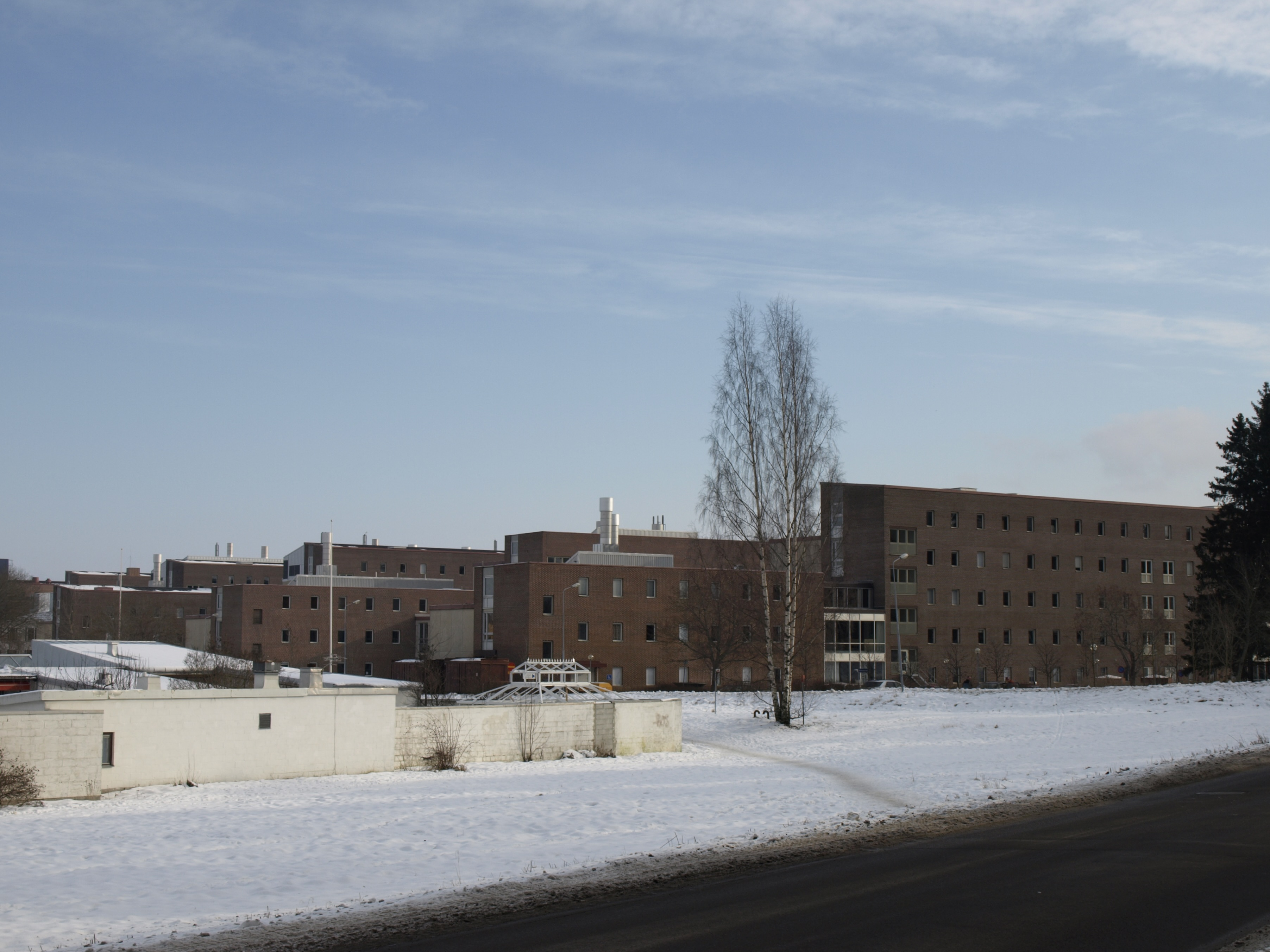
Campus Biomedicinskt Centrum (BMC).
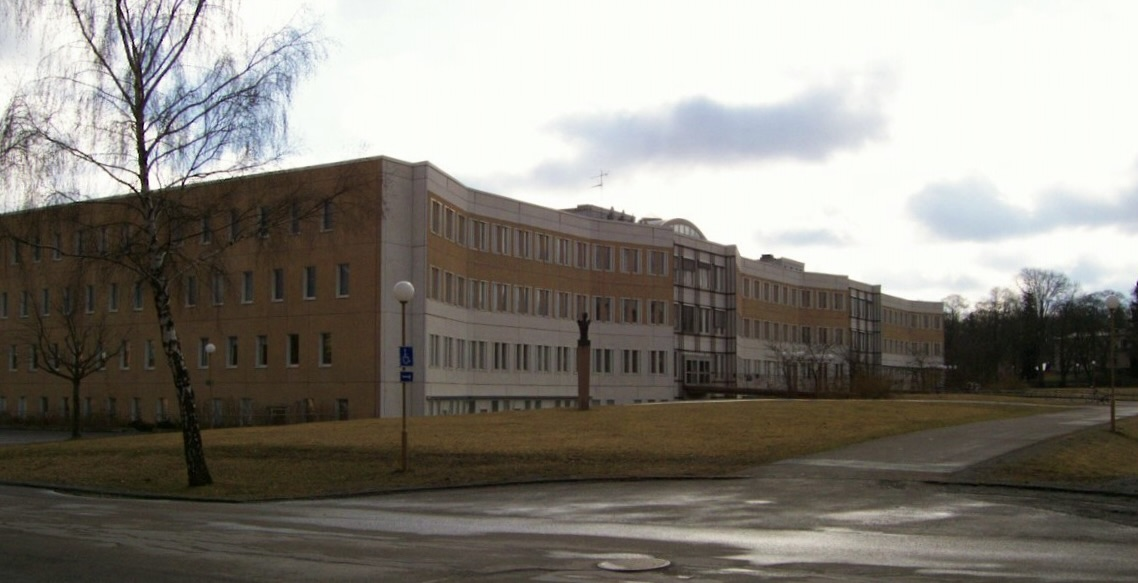
Campus Ekonomikum.
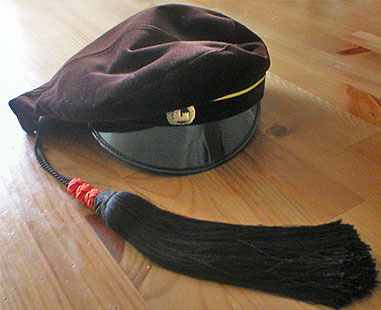
UTN-mössan - La casquette pour des étudiants ingénieurs et de sciences naturelles d'Uppsala.
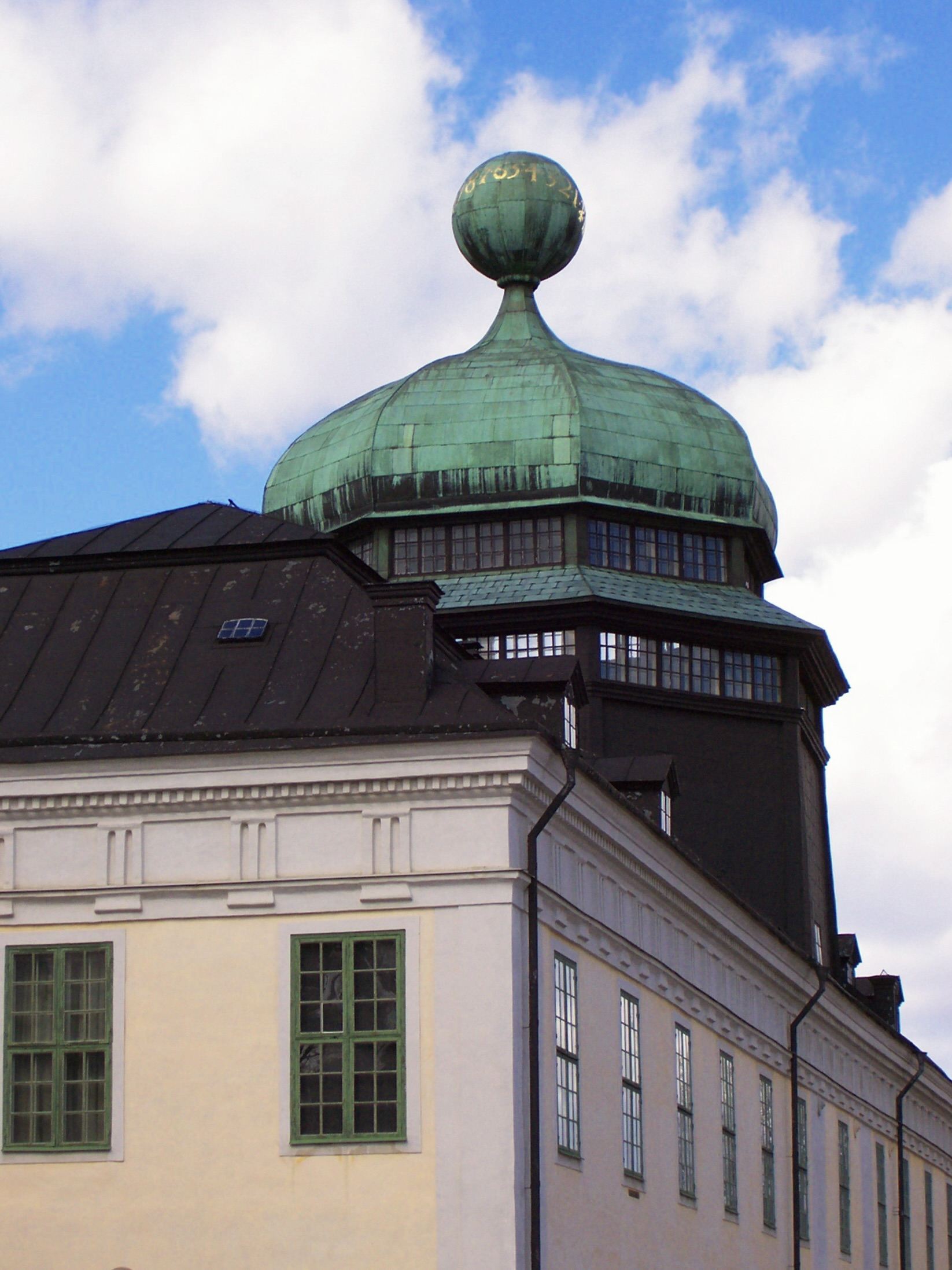
Gustavianum - Aujourd'hui musée, auparavant grande salle de l'université.